# Archéologie phénico-punique
 (juillet 2025).
Si vous disposez d'ouvrages ou d'articles de référence ou si vous connaissez des sites web de qualité traitant du thème abordé ici, merci de compléter l'article en donnant les références utiles à sa vérifiabilité et en les liant à la section « Notes et références ».
L'archéologie phénico-punique (à l'origine dénommée antiquité punique) est l'étude de la civilisation antique des Phéniciens et des Carthaginois,. Le champ d'étude de cette discipline est essentiellement les berceaux phéniciens et puniques situés au Liban ou en Tunisie, mais sont concernés aussi d'autres sites  de Syrie et d'Israël. La matière concerne également toutes les cités phéniciennes et puniques fondées à partir du Ier millénaire av. J.-C. en Méditerranée, en particulier à Chypre, en Italie (dont la Sicile et la Sardaigne), à Malte, en Espagne, au Portugal, et dans les autres pays du Maghreb, Libye, Algérie et Maroc. 

## Source de la traduction
- (it) Cet article est partiellement ou en totalité issu de l’article de Wikipédia en italien intitulé « Archeologia fenicio-punica » (voir la liste des auteurs).